# Doul
Doul（ダウル、2003年5月17日 - ）は、日本の音楽家である。福岡県生まれ。2020年に配信シングル「16yrs」でデビューし、全編英語の歌詞とハイブリッドなサウンドで、国内外のフォロワーを獲得。作詞作曲からファッションコーディネート、MV製作までクリエイティブ全般のセルフプロデュースを徹底している。2021年7月に1st EP「One BeyonD」を世界同時デジタルリリース。

## 来歴
2003年に福岡県で生まれる。幼い頃から父親の影響で音楽に親しみ、12歳の時に自身へのクリスマスプレゼントとしてアコースティック・ギターを購入、14歳で路上ライブを始める。
2020年9月、デビュー曲『16yrs』が世界90ヵ国以上で再生され、2021年にはSpotify “RADAR：Early Noise 2021”、YouTube Music “Foundry Class of 2021”に選出される。
NIKE Japan アンバサダー。『Fate/Grand Order』のTV-CMソングを担当。
東京モード学園2021「MODE CHANGER」CMの音楽及びナレーションを担当。

## 人物
アーティスト名の由来は、高校時代の友人（韓国人）に表情が"Like a doll（人形みたいだね）"と言われたことがきっかけ。本人曰く「ちょっと表情がスンとしていたというか、普段からあまり笑わない感じが『人形っぽいね』とよく言われていたんですよ。自分ではしっくり来てなかったんですが、韓国語にも"Doul"という単語があると教えてもらって。"DAUL"という発音なんですが、意味を聞いてみたら"ユニークな名前"だと言われて、それなら良いなぁと。それを文字って今の"DOUL"になりました」。
尊敬するアーティストにLinkin Parkを挙げている。人生で最初に聴いたアルバムは、2000年にリリースした、『Hybrid Theory』。中学時代にK-POPに興味を持ち始める。特技は格闘技。12歳の時、Kurt Cobainに憧れて毎日ギターで弾き語りを行った。
完全セルフプロデュースアーティストとして楽曲だけでなくアート・ヴィジュアルワークも手掛けており、そのスタイルに大きな影響を与えたのがTwenty One Pilotsである。自身がバイセクシュアルであると公言している。

## ディスコグラフィ

### デジタルシングル
| タイトル                                     | リリース日     |
| -------------------------------------------- | -------------- |
| 16yrs                                        | 2020年9月16日  |
| BYE HOUSE                                    | 2020年9月23日  |
| Don't                                        | 2020年9月30日  |
| Howl                                         | 2020年12月4日  |
| Dearest Friends                              | 2021年2月3日   |
| 16yrs remix (feat.Kan Sano)                  | 2021年3月3日   |
| The Time Has Come                            | 2021年3月17日  |
| We Will Drive Next                           | 2021年4月21日  |
| My Mr.Right                                  | 2021年10月13日 |
| Bada Bing Bada Boom (feat.Zag) [SO-SO REMIX] | 2021年11月24日 |

### EP
| タイトル   | リリース日    | 収録曲                                                                                         |                      |
| ---------- | ------------- | ---------------------------------------------------------------------------------------------- | -------------------- |
| One BeyonD | 2021年7月28日 | 全5曲 1. Bada Bing Bada Boom feat.Zag 2. Howl 3. Heart is Breaking 4. From The Bottom 5. 16yrs | [ 10 ] [ 11 ] [ 12 ] |